# Lagny-sur-Marne
Lagny-sur-Marne (franskt uttal: [laɲi syʁ maʁn]
 ( lyssna)) är en kommun i departementet Seine-et-Marne i regionen Île-de-France i norra Frankrike. Kommunen ligger i kantonen Lagny-sur-Marne som tillhör arrondissementet Torcy. År 2022 hade Lagny-sur-Marne 21 433 invånare.

## Befolkningsutveckling
| Befolkningsutvecklingen i Lagny-sur-Marne 1968–2021 | Befolkningsutvecklingen i Lagny-sur-Marne 1968–2021 | Befolkningsutvecklingen i Lagny-sur-Marne 1968–2021 | Befolkningsutvecklingen i Lagny-sur-Marne 1968–2021 | Befolkningsutvecklingen i Lagny-sur-Marne 1968–2021 |
| --------------------------------------------------- | --------------------------------------------------- | --------------------------------------------------- | --------------------------------------------------- | --------------------------------------------------- |
|                                                     |                                                     |                                                     |                                                     |                                                     |
| År                                                  |                                                     |                                                     | Folkmängd                                           |                                                     |
| 1968                                                | 1968                                                |                                                     | 15 743                                              |                                                     |
| 1975                                                | 1975                                                |                                                     | 16 465                                              |                                                     |
| 1982                                                | 1982                                                |                                                     | 17 959                                              |                                                     |
| 1990                                                | 1990                                                |                                                     | 18 643                                              |                                                     |
| 1999                                                | 1999                                                |                                                     | 19 368                                              |                                                     |
| 2007                                                | 2007                                                |                                                     | 20 401                                              |                                                     |
| 2015                                                | 2015                                                |                                                     | 21 488                                              |                                                     |
| 2021                                                | 2021                                                |                                                     | 21 191                                              |                                                     |